# Апанго
Апанго (исп. Apango) — посёлок в Мексике, в штате Герреро, входит в состав муниципалитета Мартир-де-Куилапан и является его административным центром. Численность населения, по данным переписи 2020 года, составила 4917 человек.

## Общие сведения
Название Apango с языка науатль можно перевести как: русло реки, канал или место переправы через воду.
В 1522 году конкистадоры во главе с Хилем Гонсалесом де Авилой покорили этот регион. Позже прибыли монахи-августинцы, чтобы евангелизировать коренных жителей, и в 1533 году основали церковь в центре того места, где сейчас находится Апанго.
Вокруг церкви образовалось поселение, экономический рост которого начался в 1565 году, когда Андрес Урданета открыл морской путь из Филиппин в Мексику, а сухопутный торговый маршрут из Акапулько в Мехико прошёл через Апанго.
1 ноября 1919 года Апанго стал административным центром муниципалитета Атлиака, который в 1926 году был переименован в Мартир-де-Куилапан.
17 июля 1971 года в посёлок было проведено электричество.
Апанго расположен в 40 км к северо-востоку от столицы штата, города Чильпансинго.

## Население
| Год  | Численность | Численность |
| ---- | ----------- | ----------- |
| 2010 | 4345        | [ 7 ]       |
| 2020 | 4917        | [ 8 ]       |